# Hui Shi
Hui Shi (chinês: 惠施, pinyin: huì shī, Wade–Giles: Hui4 Shih1, nascido no quarto século antes de Cristo), ou Huizi (chinês: 惠子, pinyin: huì zǐ, Wade–Giles: Hui4 Tzu3; "Mestre Hui"), foi um filósofo chinês do Período dos Reinos Combatentes.